# Чжучэн
Чжучэ́н (кит. упр. 诸城, пиньинь Zhūchéng) — городской уезд городского округа Вэйфан провинции Шаньдун (КНР). Название означает «город Чжу» — в честь административного центра находившегося здесь в древности уезда Чжу.

## История
При империи Западная Хань Го Мэн в 201 году до н. э. получил титул Дунъу-хоу (东武侯), и эти места были выделены ему в качестве удельного владения. После его смерти удел был в 181 году до н. э. преобразован в уезд Дунъу (东武县). Помимо него, на территории современного городского уезда Чжучэн в то время располагались уезды Чжу (诸县), Пинчан (平昌县), Хэн (横县), Чан (昌县), Шицюань (石泉县). В 106 году до н. э. они были подчинены округу Ланъя (琅琊郡), правление которого разместилось в Дунъу. При империи Восточная Хань уезды Хэн, Чан и Шицюань были в 80 году расформированы.
При империи Северная Вэй в 529 году из уезда Дунъу был выделен уезд Фуци (扶淇县).
При империи Северная Ци уезды Чжу, Пинчан и Фуци были присоединены к уезду Дунъу.
При империи Суй в 598 году уезд Дунъу был переименован в Чжучэн (诸城县).
В 1950 году был создан Специальный район Цзяочжоу (胶州专区), и уезд вошёл в его состав. В 1956 году Специальный район Цзяочжоу был расформирован, и уезд перешёл в состав Специального района Чанвэй (昌潍专区). В 1967 году Специальный район Чанвэй был переименован в Округ Чанвэй (昌潍地区). В 1981 году Округ Чанвэй был переименован в Округ Вэйфан (潍坊地区).
В 1983 году округ Вэйфан был расформирован, а вместо него образован Городской округ Вэйфан. В 1987 году уезд Чжучэн был преобразован в городской уезд.

## Административное деление
Городской уезд делится на 3 уличных комитета и 10 посёлков.